# Beeranakoppa, Byadgi
Beeranakoppa là một làng thuộc tehsil Byadgi, huyện Haveri, bang Karnataka, Ấn Độ.